# Jhelum Vallis
La Jhelum Vallis è una struttura geologica della superficie di Marte.